# Choi Jin-cheul
Choi Jin-cheul (en coreano: 최진철; nacido el 26 de marzo de 1971 en Jindo, Jeolla del Sur) es un exfutbolista y actual entrenador surcoreano. Jugaba de defensa y su último club fue el Jeonbuk Hyundai Motors de Corea del Sur, donde desarrolló toda su carrera deportiva. Actualmente se desempeña como asistente técnico de Wei Hao, entrenador de la Selección de fútbol sub-23 de China.

## Selección nacional
Ha sido internacional con la Selección de fútbol de Corea del Sur, ha jugado 65 partidos internacionales y ha anotado 4 goles.

## Trayectoria

### Clubes como futbolista
| Club                   | País          | Año         |
| ---------------------- | ------------- | ----------- |
| Jeonbuk Hyundai Motors | Corea del Sur | 1996 - 2007 |

### Selección nacional como futbolista
| Selección | País          | Año         |
| --------- | ------------- | ----------- |
| Absoluta  | Corea del Sur | 1997 - 2006 |

### Clubes como entrenador
| Club                              | País          | Año         |
| --------------------------------- | ------------- | ----------- |
| Gangwon F.C. (asistente)          | Corea del Sur | 2008 - 2012 |
| Corea del Sur (asistente técnico) | Corea del Sur | 2013        |
| Pohang Steelers                   | Corea del Sur | 2016        |
| Corea del Sur (consejero)         | Corea del Sur | 2018        |

### Selección nacional como entrenador
| Selección          | País          | Año             |
| ------------------ | ------------- | --------------- |
| Sub-13             | Corea del Sur | 2013            |
| Sub-17             | Corea del Sur | 2014 - 2015     |
| Sub-23 (asistente) | China         | 2019 - Presente |

## Estadísticas

### Como futbolista

#### Clubes
| Rendimiento de club | Rendimiento de club    | Rendimiento de club | Liga  | Liga  | Copa    | Copa    | Copa de la Liga | Copa de la Liga | Continental | Continental | Total | Total |
| Año                 | Club                   | Liga                | Part. | Goles | Part.   | Goles   | Part.           | Goles           | Part.       | Goles       | Part. | Goles |
| Corea del Sur       | Corea del Sur          | Corea del Sur       | Liga  | Liga  | KFA Cup | KFA Cup | Copa de la Liga | Copa de la Liga | Asia        | Asia        | Total | Total |
| ------------------- | ---------------------- | ------------------- | ----- | ----- | ------- | ------- | --------------- | --------------- | ----------- | ----------- | ----- | ----- |
| 1996                | Jeonbuk Hyundai Motors | K League 1          | 27    | 0     | ?       | ?       | 2               | 1               | -           | -           |       |       |
| 1997                | Jeonbuk Hyundai Motors | K League 1          | 9     | 0     | ?       | ?       | 12              | 2               | -           | -           |       |       |
| 1998                | Jeonbuk Hyundai Motors | K League 1          | 11    | 6     | ?       | ?       | 16              | 2               | -           | -           |       |       |
| 1999                | Jeonbuk Hyundai Motors | K League 1          | 26    | 7     | ?       | ?       | 9               | 2               | -           | -           |       |       |
| 2000                | Jeonbuk Hyundai Motors | K League 1          | 25    | 2     | ?       | ?       | 7               | 1               | -           | -           |       |       |
| 2001                | Jeonbuk Hyundai Motors | K League 1          | 21    | 0     | ?       | ?       | 4               | 0               | ?           | ?           |       |       |
| 2002                | Jeonbuk Hyundai Motors | K League 1          | 23    | 0     | ?       | ?       | 1               | 0               | ?           | ?           |       |       |
| 2003                | Jeonbuk Hyundai Motors | K League 1          | 33    | 1     | 4       | 0       | -               | -               | -           | -           | 37    | 1     |
| 2004                | Jeonbuk Hyundai Motors | K League 1          | 17    | 1     | 2       | 0       | 4               | 1               | ?           | ?           |       |       |
| 2005                | Jeonbuk Hyundai Motors | K League 1          | 19    | 0     | 2       | 0       | 11              | 1               | -           | -           | 32    | 1     |
| 2006                | Jeonbuk Hyundai Motors | K League 1          | 16    | 1     | 0       | 0       | 4               | 0               | 10          | 1           | 30    | 2     |
| 2007                | Jeonbuk Hyundai Motors | K League 1          | 14    | 0     | 1       | 0       | 1               | 0               | 2           | 1           | 18    | 1     |
| Total               | Corea del Sur          | Corea del Sur       | 241   | 18    |         |         | 71              | 10              |             |             |       |       |
| Total carrera       | Total carrera          | Total carrera       | 241   | 18    |         |         | 71              | 10              |             |             |       |       |

#### Selección nacional
Fuente:
| Selección de Corea del Sur | Selección de Corea del Sur | Selección de Corea del Sur |
| Año                        | Part.                      | Goles                      |
| -------------------------- | -------------------------- | -------------------------- |
| 1997                       | 1                          | 0                          |
| 1998                       | 0                          | 0                          |
| 1999                       | 0                          | 0                          |
| 2000                       | 0                          | 0                          |
| 2001                       | 4                          | 0                          |
| 2002                       | 20                         | 1                          |
| 2003                       | 8                          | 0                          |
| 2004                       | 15                         | 2                          |
| 2005                       | 3                          | 1                          |
| 2006                       | 14                         | 0                          |
| Total                      | 65                         | 4                          |

##### Goles internacionales
| No | Fecha                   | Sede                     | Oponente            | Gol   | Resultado | Competición                                          |
| -- | ----------------------- | ------------------------ | ------------------- | ----- | --------- | ---------------------------------------------------- |
| 1. | 30 de enero de 2002     | Pasadena, Estados Unidos | Costa Rica          | 1 gol | 1-3       | Copa de Oro de la Concacaf 2002                      |
| 2. | 10 de julio de 2004     | Gwangju, Corea del Sur   | Baréin              | 1 gol | 2-0       | Partido amistoso                                     |
| 3. | 13 de octubre de 2004   | Beirut, Líbano           | Líbano              | 1 gol | 1-1       | Eliminatorias para la Copa Mundial de Fútbol de 2006 |
| 4. | 16 de noviembre de 2005 | Seúl, Corea del Sur      | Serbia y Montenegro | 1 gol | 2-0       | Partido amistoso                                     |

##### Participaciones en fases finales
| Torneo                          | Sede                  | Resultado        | Partidos | Goles |
| ------------------------------- | --------------------- | ---------------- | -------- | ----- |
| Copa de Oro de la Concacaf 2002 | Estados Unidos        | Cuarto puesto    | 4        | 1     |
| Copa Mundial de Fútbol de 2002  | Corea del Sur / Japón | Cuarto puesto    | 6        | 0     |
| Copa Asiática 2004              | China                 | Cuartos de final | 3        | 0     |
| Copa Mundial de Fútbol de 2006  | Alemania              | Primera fase     | 3        | 0     |